# Каршень Андрій Михайлович
Андрі́й Миха́йлович Каршень — підполковник Збройних сил України, російсько-української війни.
В 2014—2015 роках у зоні бойових дій керував групою бійців-саперів із Самбірської військової частини.

## Нагороди
За особистий внесок у зміцнення обороноздатності Української держави, мужність, самовідданість і високий професіоналізм, виявлені під час виконання військового обов'язку, та з нагоди Дня Збройних Сил України нагороджений орденом Богдана Хмельницького III ступеня (2.12.2016).